# Harzen
 "Harz" omdirigeres hertil. For andre betydninger af Harz, se Harz (Landkreis Osterode am Harz).
Harzen (tysk: der Harz) blev helt op i Middelalderen kaldt Hardt (= ”Bjergskov”). Bjergmassivet er den nordligste del af de tyske Mittelgebirge og omfatter samtidig de højeste bjerge i Nordtyskland. Flere delstater har andel i Harzen: Niedersachsen, Sachsen-Anhalt og Thüringen.
Harzen strækker sig fra byen Eisleben vestover i en længde på 110 km og en bredde på 30–40 km. Den østligste del har højder på op mod 400 m og kaldes Unterharz, mens Oberharz i vest når op i over 1.000 m. Unterharz er delvis opdyrket, mens Oberharz er domineret af skove og beskyttet som nationalpark. Hele Harzen-massivet er gennemskåret af floddale. Geologisk er Harzen meget sammensat, med bjergarter fra perioderne silur til perm. Sure bjergarter dominerer.

## Minerne
Siden 1500-tallet har der været minedrift og smeltehytter i Harzen og i byen Goslar. Mange landsbyer i Harzen kunne takke malmlejerne i Rammelsberg for deres velstand. I Harzen blev der opfundet en metode for at benytte dræne og lagre vand som blev drevet ud af minerne i Oberharz. Vandreguleringssystemerne blev bygget fra det 16. til det 19. århundrede og regnes som et af verdens mest betydningsfulde vandreguleringssystemer for miner gennem tiderne.
I søområdet Mansfelder Land i det østlige Harzenforland blev der brudt kobberholdigt  skifer fra 1199 til omkring 1990. I Oberharz indstillede den sidste mine - i Bad Grund -driften i 1992. Minen havde været uafbrudt i drift med sølv-, bly- og zinkholdig malm siden 1500-tallet. 
Den sidste mine i Harz – Wolkenhügel i Bad Lauterberg blev nedlagt i 2007. Her blev der udvundet baryt, som er et vigtig mineral i farveindustrien.

## Historie
De ældste menneskelige rester som er fundet i Harzen er dateret 700.000 til 350.000 år og tildelt Homo erectus. De vigtigste fundsteder er i Thüringen og Niedersachsen.
Neandertalere dukkede op i området for  omkring 250.000 år siden, og jagede urokse, bison, brun bjørn, hulebjørn, mammut, næsehorn, hest, rensdyr og afrikansk skovelefant. Neandertalernes redskaber er fundet i karsthulen Einhornhöhle i den sydlige del af Harzen (100.000 år før i dag) og i Rübeland-hulerne. Fund af birkebeg i nærheden af Aschersleben i det norøstlige Harzen viste, at dette klæbemiddel blev brugt af neandertalerne for 50.000 år siden. 
Den palæolitiske tid bragte mennesker (Homo sapiens) fra Afrika til Europa og dermed også til Harzen for 40.000 år siden, mens neandertalerne ikke længere kan påvises.
Mange fund i Harzen, som bronzekøllen fra Thale, som blev fundet ved granitklippen Roßtrappe, kunne henvise til en tidlig kultisk brug i Harzen. I Ührde i det sydvestlige Harzvorland blev der fundet spor fra stenalderens bosættelse.
Indtil det 3. århundrede f.Kr. bosatte keltiske stammer sig omkring Harz-bjergene, før de blev fortrængt af Rhinen-Weser og Elben-germanerne. Sandsynligvis boede der Cheruskere vest for nutidens Wernigerode.
Harzgau er første gang nævnt på skrift i 814, i den højtyske form Hartingowe (Harudengau). «Harud» (senere Hard, Hart, Harz) betyder «skov» eller «skovdækket bjerg».
Karl den Store (748-814) erklærede Harzen som en bevaringsværdig skov, men det holdt ikke for evigt. Minedrift, øget bosætning, skovrydning, landbrug og senere turismen undergravede den kejserlige beskyttelse.
Fra det 12. til slutningen af 1300 tallet blev store dele af Harzen økonomisk formet af cistercienserklosteret i Walkenried. Udover agerbrug og fiskeopdræt blev sølvminedrift i Upper Harz og Goslar også kontrolleret derfra.
I midten af det 14. århundrede blev Harzen stort set affolket som følge af Den sorte død. En organiseret genbefolkning af minebyerne i Oberharz fandt først sted igen i begyndelsen og midten af 1500 tallet.
Fra 1412 til 1413 rasede bondeoprøret Fleglerkrieg i det sydlige Harzen.
Under Trediveårskrigen (1618–1648) ødelagde og affolkede svenske lejesoldater store dele af Harzen. Fra 1624 til 1627 gjorde bevægelsen Harzschützen bitter modstand mod lejesoldaterne og plyndringerne.
I 1705 blev den sidste bjørn i Harzen skudt på Bloksbjerg.
Den stadigt stigende efterspørgsel efter træ førte til overudnyttelse af skovene og fra år 1700 til store ødelæggelser. De første bestræbelser på at beskytte skovene i Harzen begyndte omkring 1730.
Harzen havde under 2. verdenskrig en strategisk vigtig placering midt i landet ("Mittelraum"). Mineindustrien havde gavn af den let tilgængelige og billige arbejdskraft, bl.a. Rammelsberg havde egen tvangsarbejdslejr med 350 straffefanger.  I februar-marts 1945 indrettede Reichsführer-SS Heinrich Himmler Harzenfæstningen til forsvaret af Midttyskland, og et af de sidste kampe mellem de tyske styrker og de fremrykkende amerikanere stod i Harzen.
Fra 2. verdenskrigs slutning til Tysklands genforening gik grænsen mellem Øst- og Vesttyskland gennem Oberharz.

### Byer i Harzen
Følgende byer ligger helt eller delvis i Harzen.
| - Bad Grund - Bad Harzburg - Bad Lauterberg - Bad Sachsa - Ballenstedt - Blankenburg (Harz) - Braunlage - Clausthal-Zellerfeld - Falkenstein/Harz | - Goslar - Harzgerode - Hattorf am Harz - Herzberg am Harz - Ilsenburg (Harz) - Langelsheim - Mansfeld - Nordhausen | - Osterode am Harz - Quedlinburg - Sangerhausen - Seesen - Thale - Walkenried - Wernigerode |

## Turisme og seværdigheder
På steder som Sankt Andreasberg, Braunlage, Goslar, Wernigerode og Schierke er turismen det vigtigste erhverv. Harzen har også kendte kursteder som Alexisbad, Bad Gandersheim og Bad Grund. Kendte attraktioner er Nationalpark Harzen med den højeste top, Brocken, som har mange vandrestier der fører til toppen. Om vinteren er Harzen et vintersportssted.
Bloksbjerg er med sine 1.141 m over havet det højeste punkt i Harzen, og det hed sig fra senmiddelalderens tid om bjerget, at det var heksenes festplads på Valborgsaften (den 30. april). Bloksbjerg er efter murens fald blevet et velbesøgt turistmål, hvortil man kan komme til med Bloksbjergbanen (på tysk: Brockenbahn). Banen er en smalsporsbane, som benytter damplokomotiver.
Geologiske processer i gips, dolomit og kalkstenlagene i Harzen har ført til dannelsen af huler som Baumannshöhle, Hermannshöhle, Iberger Tropfsteinhöhle og Heimkehle.
Rammelsberg er et 635 m højt bjerg syd for Goslar. Det er især kendt på grund af minen, der første gang blev omtalt i 968. Minen er i dag et museum, hvor man kan se de gamle bygninger, udforske minegangene og se mineskakterne eller tage en tur med minetoget. 
Braunlage ligger for foden af bjerget Wurmberg, der er det næsthøjeste bjerg i Harzen. Adgang til bjerget kan ske med svævebanen Wurmbergseilbahn fra Braunlage.
Titan RT er en 458 meter lang hængebro for fodgængere parallelt med dæmningen Rappbode-Talsperre i nærheden af byen Oberharz am Brocken. Den gyngede hængebro er placeret i cirka 100 meters højde
Quedlinburg har omkring 1300 bindingsværkshuse, som er bygget i skiftende stilarter gennem 500-600 år. Det meste af byens centrum blev i 1994 en del af UNESCO´s verdenskulturarv.
Wernigerodes bymidte består for en stor del af bindingsværkshuse. Slottet i nygotisk stil rummer et kulturmuseum. Rådhuset er fra omkring 1490. Den smalsporede Harzer Schmalspurbahn starter i Wernigerode.
Koncentrationslejren Dora-Mittelbau, også kendt som Dora-Nordhausen, ligger i det sydlige Harzen nord for byen Nordhausen. Lejren rummer i dag et museum.